# 身份调整
身份调整（英語：Adjustment of status）是美国移民领域的一个概念，是指移民申请人在美国境内申请将非移民身份转换为美国永久居民的过程。
为了最终获得永久居民身份，申请人必须是获得批准的移民申请的受益人（家庭移民或职业移民），并且移民申请的优先日期已被美国国务院宣布为“当前”（如果申请存在优先日期的话）。身份调整的申请表格（I-485表格）必须和相关材料（例如体检结果、指纹信息等）一起被提交给美国公民及移民服务局。